# 2022 en Espagne
Chronologie de l'Espagne
- 2018
- 2019
- 2020
- 2021
- 2022
- 2023
- 2024
- 2025
- 2026

Cet article présente les faits marquants de l'année 2022 en Espagne.

## Décès

### Janvier
- 2 janvier : 
  - Juan Manuel Albendea - Homme politique espagnol.
  - Daniel Colliard - Homme politique français.
  - Joan Soler i Amigó - Pédagogue et écrivain espagnol.
- 5 janvier : Francisco Álvarez Martínez - Cardinal espagnol.
- 8 janvier : Jaime Ostos - Matador espagnol.
- 14 janvier : Ricardo Bofill - Architecte espagnol.
- 18 janvier : 
  - Lorenzo Alocén - Basketteur espagnol.
  - Saturnino de la Fuente García - Supercentenaire espagnol.
  - Francisco Gento - Footballeur espagnol.

### Février
- 13 février : Ramón Grosso - joueur et entraîneur de football espagnol
- 14 février : Domènec Balmanya - joueur et entraîneur de football espagnol, sélectionneur de l'équipe nationale espagnole

- 22 février : Joaquín Olmos - coureur cycliste espagnol

- Cet article est partiellement ou en totalité issu de l'article intitulé « Décès en janvier 2022 » (voir la liste des auteurs).